# Brodobrzanka wodna
Brodobrzanka wodna (Catabrosa aquatica (L.) P.Beauv.) – gatunek rośliny z rodziny wiechlinowatych. Występuje w Europie, Afryce, Azji, Ameryce Północnej i Południowej.  
W Polsce rośnie w rozproszeniu na obszarze całego kraju.

## Morfologia

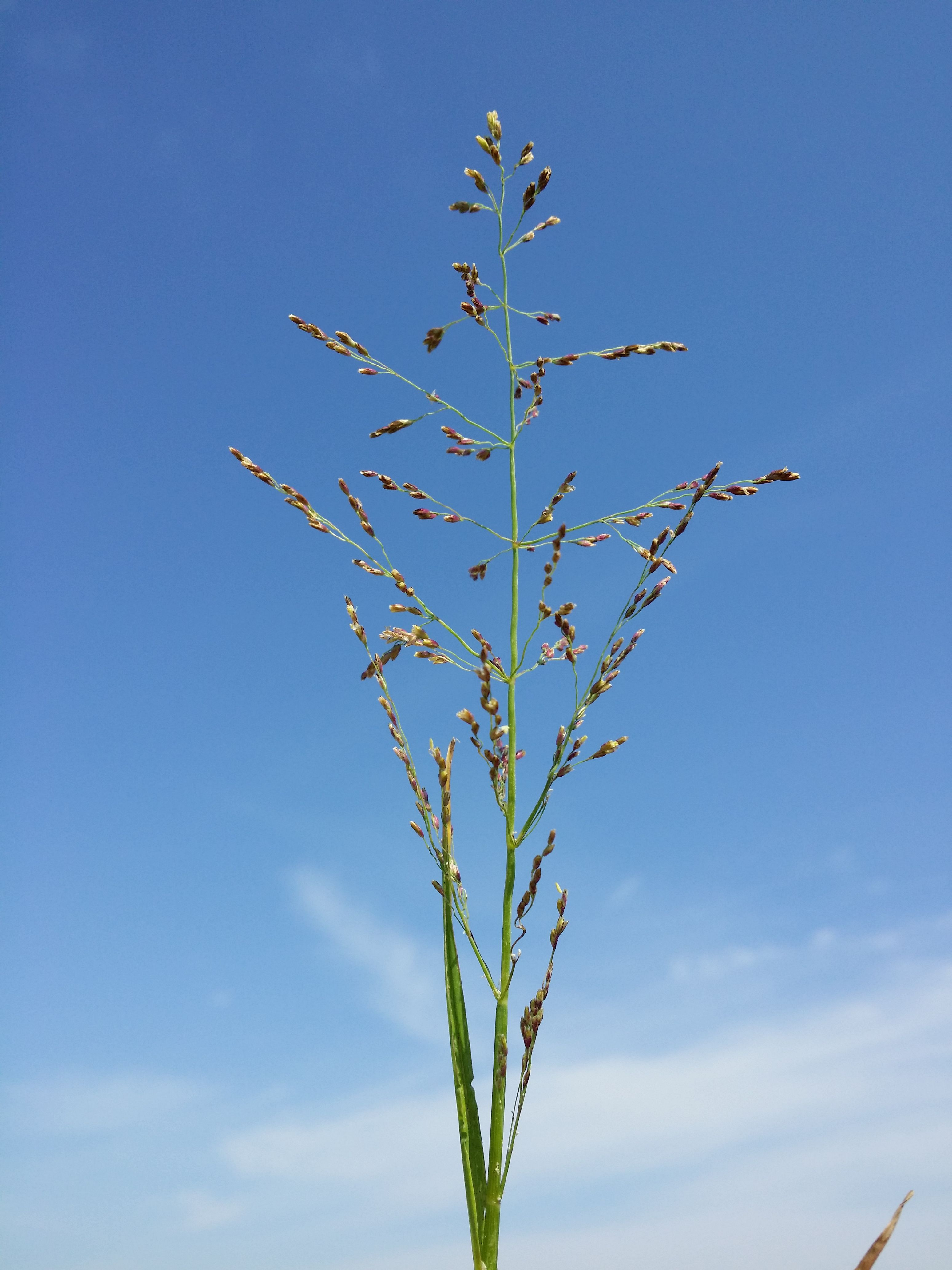
Kwiatostan

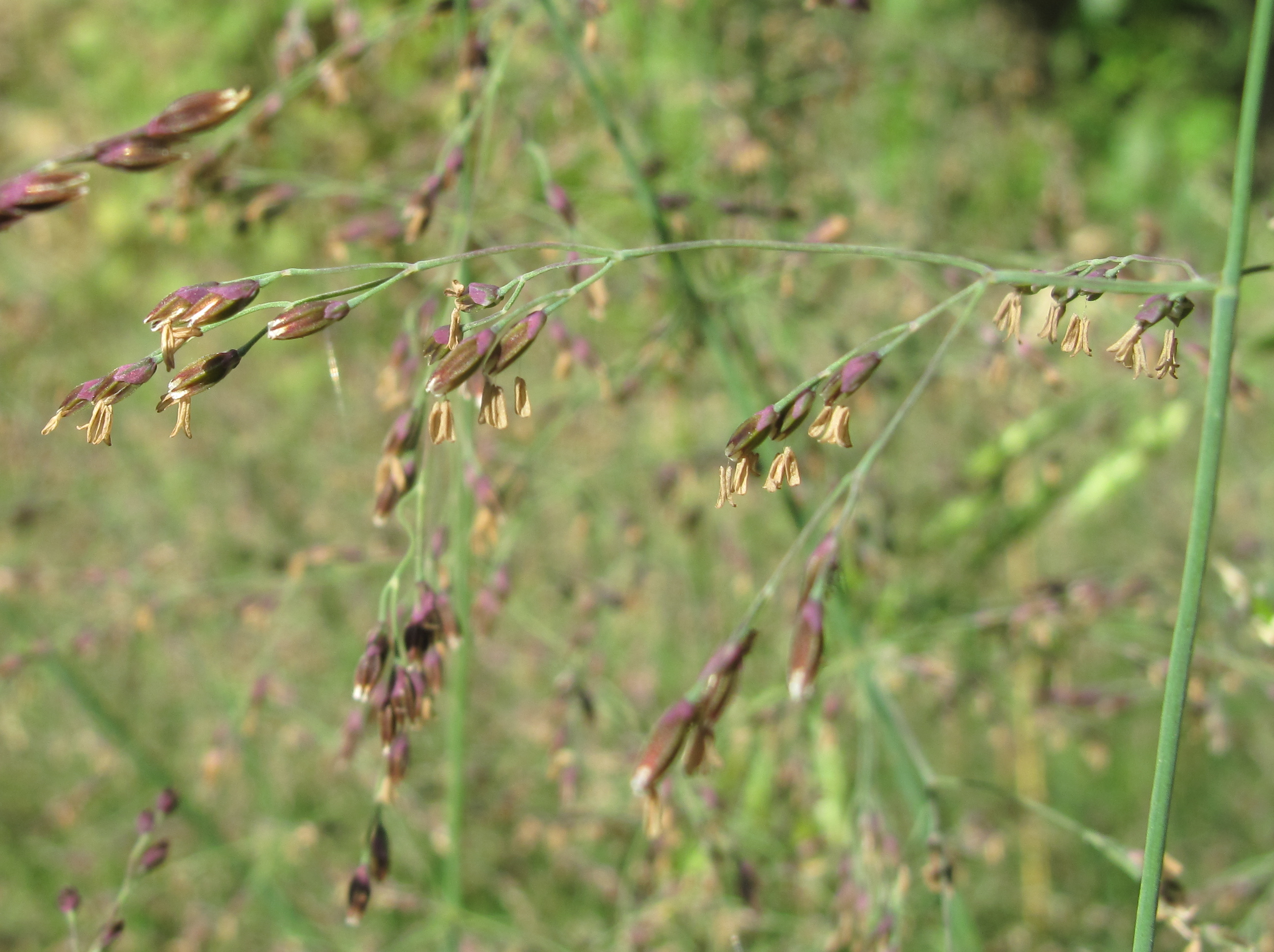
Kwiaty

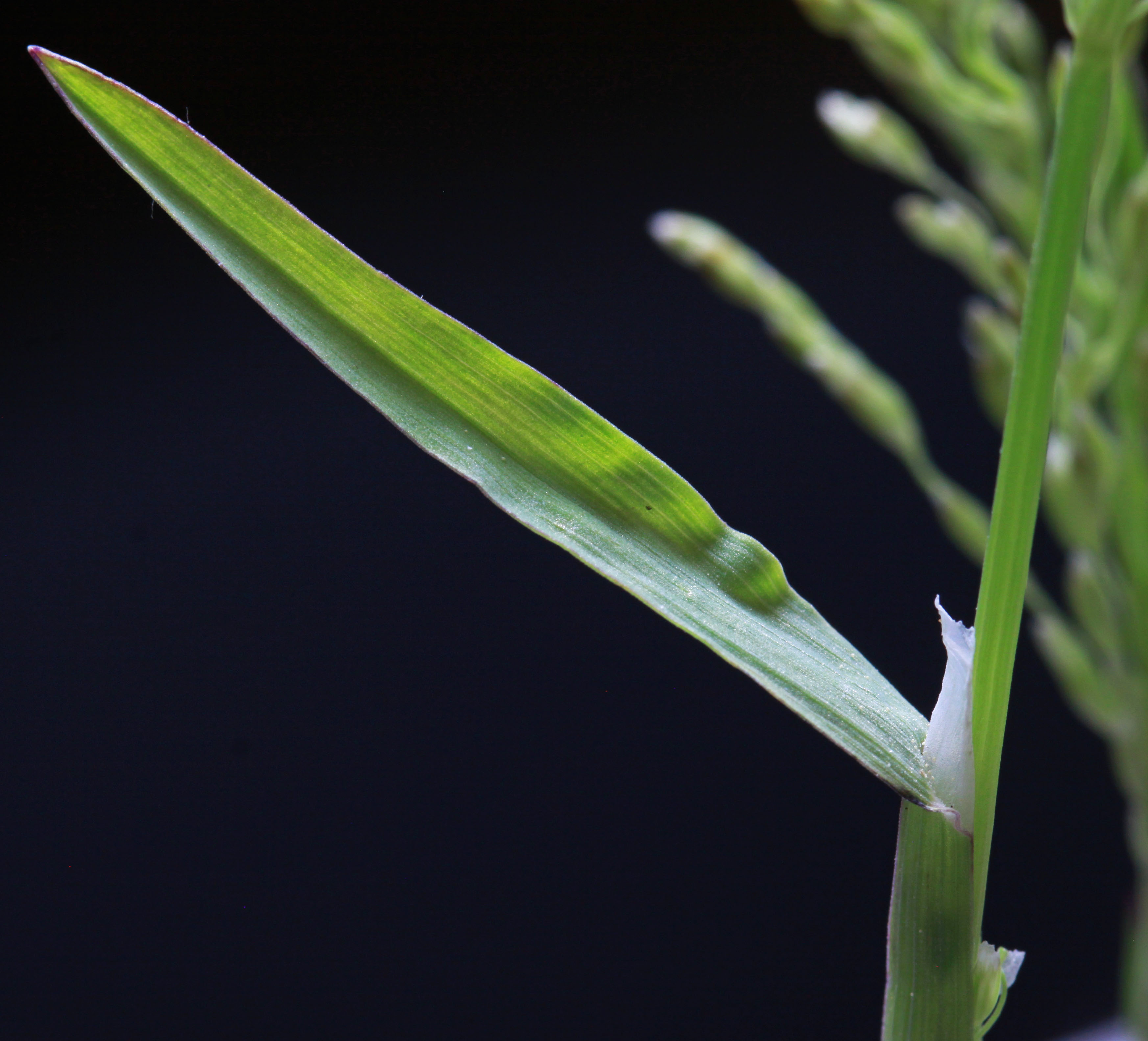
Liść i języczek

ŁodygaŁukowato podnoszące się źdźbło o wysokości 10–50 cm, z nadziemnymi rozłogami.
LiścieNagie, krótko zaostrzone, o szerokości 5 mm. Pochwy wysoko zamknięte.
KwiatyZebrane w kłoski, te z kolei zebrane w rozpierzchłą, piramidalną wiechę o nagich gałązkach. U podstawy gałązek I rzędu wyrasta 4–8 gałązek II rzędu. Kłoski dwukwiatowe, o długości 2–3 mm. Plewy beznerwowe, krótsze od kwiatów. Plewa górna ścięta, szeroko zaokrąglona. Plewka dolna trójnerwowa, trójzębowa, obłoniona na szczycie.
OwocZiarniak.

## Biologia i ekologia
Bylina, hemikryptofit. Rośnie na mulistym podłożu na brzegach lub na dnie zbiorników wód stojących lub wolno płynących. Gatunek charakterystyczny związku Bidention tripartiti. Kwitnie od maja do września. Liczba chromosomów 2n = 20.

## Zagrożenia i ochrona
Roślina umieszczona na polskiej czerwonej liście w kategorii VU (narażony). Znajduje się także w Czerwonej księdze gatunków zagrożonych w kategorii LC (najmniejszej troski).